# Senegalia parviceps
Senegalia parviceps là một loài thực vật có hoa trong họ Đậu. Loài này được (Speg.) Seigler & Ebinger mô tả khoa học đầu tiên năm 2006.